# Tô Khắc Tát Cáp
Tô Khắc Tát Cáp (chữ Hán: 蘇克薩哈; tiếng Mãn: ᠰᡠᡴᠰᠠᡥᠠ, chuyển tả: Suksaha; ? – 1667), là nhà chính trị gia người Mãn Châu, nguyên lão tam triều của nhà Thanh. Một trong bốn vị đại thần phụ chính trước khi Hoàng đế Khang Hi thân chính, sau bị Ngao Bái vu cáo hãm hại đến chết.

## Thân thế
Tô Khắc Tát Cáp là người thuộc gia tộc Diệp Hách Na Lạp thị, người thuộc Chính Bạch kỳ Mãn Châu. Cha của ông là Tô Nạp, là người cùng tộc với Diệp Hách Bối lặc Kim Đài Cát. Lúc Nỗ Nhĩ Cáp Xích mới bắt đầu sự nghiệp, Tô Nạp liền quy thuận, được Nỗ Nhĩ Cáp Xích gả con gái thứ 6 cho, trở thành Ngạch phò. Vậy Tô Khắc Tát Cáp chính là cháu ngoại của Nỗ Nhĩ Cáp Xích.
Tô Nạp thụ "Ngưu lộc Ngạch chân" (tương đương với Tá lĩnh) rồi thăng dần lên "Mai lặc Ngạch Chân" (tương đương với Phó Đô thống). Những năm đầu Thiên Thông, Tô Nạp theo Hoàng Thái Cực chinh phạt Cẩm Châu, Bối lặc Mãng Cổ Nhĩ Thái xuất quân yểm trợ, Tô Nạp đóng quân tại Sơn Tây, đánh bại quân Minh phục kích.
Năm thứ 3 (1628), Tô Nạp cùng với Cố Sơn Ngạch Chân Vũ Nạp Cách (武纳格) tấn công Sát Cáp Nhĩ có công, được thăng Tam đẳng Giáp Lạt Chương Kinh. Sau lại thụ phong Cố sơn Ngạch chân, trở thành Kỳ chủ của Mông Cổ Chính Bạch kỳ.

## Tiểu sử
Tô Khắc Tát Cáp sơ thụ phong Ngưu lộc Ngạch chân.
Năm Sùng Đức thứ 6 (1641), ông theo Trịnh Thân vương Tế Nhĩ Cáp Lãng vây Cẩm Châu có công, thụ phong Ngưu Lộc Chương Kinh thế chức, tấn Tam đẳng Giáp lạt Chương kinh.
Năm Thuận Trị thứ 7 (1650), Thuận Trị Đế mệnh truy phục thế chức của Tô Nạp, do Tô Khắc Tát Cáp tập Tam đẳng A Tư Cáp Ni Cáp Phiên . Ông từng trải qua Nghị chính đại thần, sau tiến Nhất đẳng A Tư Cáp Ni Cáp Phiên, gia Tha Sa Lạp Cáp Phiên .
Tô Khắc Tát Cáp lúc đầu phụng sự dưới trướng Đa Nhĩ Cổn. 1 năm sau khi Đa Nhĩ Cổn mất, ông được cất nhắc lên Ba Nha Lạt Đạo Chương Kinh (tương đương với Hộ quân Thống lĩnh) .
Năm thứ 10 (1653), Thuận Trị Đế cho rằng Hồ Quảng chưa định, phái Đại học sĩ Hồng Thừa Trù tái xuất làm Kinh lược; ông ta đến nhiệm sở, dâng sớ đề nghị kềm chế quân Nam Minh có gốc là nghĩa quân Trương Hiến Trung ở Hồ Nam, đánh dẹp quân Nam Minh có gốc là nghĩa quân Lý Tự Thành ở Hồ Bắc. Vì thế Thuận Trị Đế phong Cố sơn Ngạch chân Trần Thái làm Ninh Nam Tĩnh Khấu Đại tướng quân, cùng với Cố sơn Ngạch chân Lam Bái, Tể Tịch Cáp, và Tô Khắc Tát Cáp cầm binh trấn giữ Hồ Nam. Tô Khắc Tát Cáp có công, được thăng lên Nhị đẳng Tinh Kỳ Ni Cáp Phiên , được đề bạc lên Lĩnh thị vệ Nội đại thần, gia Thái tử Thái bảo.
Trước khi Hoàng đế Thuận Trị lâm chung vào đầu năm 1661, đã tiếp nhận di chiếu làm một trong bốn vị đại thần phụ chính cho Khang Hi, bốn vị đại thần phụ chính gồm: Sách Ni, Tô Khắc Tát Cáp, Át Tất Long và Ngao Bái. Trong bốn vị đại thần, Sách Ni già yếu, Át Tất Long không dám có ý kiến riêng, Tô Khắc Tát Cáp không có tầm nhìn xa, Ngao Bái ngang ngược lộng hành. Chỉ có Tô Khắc Tát Cáp dám phản đối Ngao Bái khiến cả hai sinh lòng thù hận lẫn nhau, song do ông là người chưa từng trải, lại có mâu thuẫn với Sách Ni nên thường một mình một phe. Do vậy mà quyền hành dần dần rơi vào trong tay Ngao Bái.
Tô Khắc Tát Cáp vì Khang Hi tuổi còn nhỏ vẫn chưa nối ngôi, đã lấy thân phận đại thần phụ chính ra lệnh chém đầu Trịnh Chi Long cùng thân tộc tại Sài Thị ở kinh sư, về sau Hoàng đế Khang Hi tỏ ra rất tín nhiệm ông. Ngao Bái vì muốn nắm được nhiều quyền hơn nữa, vào năm Khang Hi thứ 5 (1666), đã xử tử ba đại thần phản đối ông ta là Tuần phủ Vương Đăng Liên, Tổng đốc Trực Lệ Chu Xương Tộ và Thượng thư Tô Nạp Hải, rồi giáng chức hoặc trị tội những đại thần có liên quan.
Năm Khang Hi thứ 6 (1667), sau khi Sách Ni qua đời, Tô Khắc Tát Cáp nhân dịp này liền dâng sớ thỉnh cầu giải trừ chức vụ "Đệ nhất Phụ chính đại thần", mượn cớ có bệnh xin được ra canh giữ lăng tẩm của Tiên đế. Động thái này vốn chẳng có ý gì khác, có nghĩa là kể từ đây Tô Khắc Tát Cáp đã từ chối chức trách của mình, khiến Ngao Bái không còn lý do nào khác để tiếp tục làm phụ chính đại thần được nữa, buộc lòng phải để Khang Hi thân chính.
Tháng 8 cùng năm, trong Hội nghị Nghị chính vương Đại thần, Ngao Bái vốn có hiềm khích với Tô Khắc Tát Cáp, đã vu cáo ông cấu kết bè đảng làm phản, lại kể ra 24 tội danh của Tô Khắc Tát Cáp, định tội chết cho ông. Khang Hi không đồng ý phán quyết này mà muốn giảm nhẹ tội trạng nhưng trước sức ép của Ngao Bái đành phải chấp hành, cuối cùng Tô Khắc Tát Cáp bị xử treo cổ. Đến năm Khang Hi thứ 8 (1669), sau khi Ngao Bái và phe cánh bị trừng trị đích đáng, Tô Khắc Tát Cáp mới được triều đình minh oan và phục hồi chức tước, cho con cháu thay thế làm quan.